# The Families Huperziaceae and Lycopodiaceae of New England
The Families Huperziaceae and Lycopodiaceae of New England (abreviado Fam. Huperziaceae & Lycopodiaceae New England) es un libro con ilustraciones y descripciones botánicas que fue escrito conjuntamente por Arthur Haines y Thomas F. Vining en el año 2003.